# Белорусская народная демонология
Белорусская народная демонология — комплекс представлений белорусов о демонах, духах, нечистой силе и людях, которые наделены сверхъестественными способностями.
На основании данных низшей мифологии можно сделать выводы относительно психологии, менталитета, уровня образованности, религиозности народа в определенный период и в определенном регионе, а на основании сравнения данных разных времён и регионов — их эволюции и сходства. Демонологические представления являются весьма устойчивыми на протяжении столетий, поэтому они могут говорить о мировоззрении людей тех времен, когда такие сведения не записывались в письменных источниках.
Славянский фольклор, как известно, не захватил реально зафиксированных (в устной или письменной традиции) дохристианских повествовательных мифов о верховных божествах и героях-первопредках, которые принимали участие в создании мира. Поэтому единственным (по-настоящему массовым и надежным) источником для реконструкции персонажей мифологической системы, где были бы отражены следы древнего мировоззрения славян, остаётся, так называемая, «низшая» мифология.
Демонологическими представлениями пропитаны буквально все стороны традиционной культуры и быта. Они являются важной базой изучения этических и эстетических ценностей народа, реконструкции традиционной картины мира. Согласно одной из легенд, демоны, духи, бесы произошли от ангелов, которых Бог сбросил на землю за попытку бунта против его власти. Бесы попадали в леса, водоемы, дома и становились, соответственно, лешими (бел. лесун), водяными (бел. вадзянік), домовыми (бел. дамавік).
В белорусских демонологических представлениях прослеживается прямая связь между степенью удаленности места проживания беса от человеческого жилья и степенью его отвращения и враждебности к человеку. Если бесы-обитатели «своего» пространства могут помогать человеку (при условии, что их цели совпадают), то обитатели «чужого» — леса, водоемов и т. д. — относятся к человеку преимущественно как к нарушителю их собственного пространства, которого необходимо наказать.

## Проблемы этнологического изучения

### Верификация источников
Белорусская мифология, как наука, сегодня находится в сложном положении. С одной стороны, учёными уже доказано, что ряд мифологических персонажей появился преимущественно как результат кабинетных реконструкций исследователей второй половины XIX в., в первую очередь П. Шпилевского. К таким персонажам могут быть отнесены Вазила, Ваструха, Любмел, Бордзя, Кумяльган, Яркун, Гарцуки и др. С другой стороны, продолжают выходить учебные пособия, монографии и даже энциклопедические издания, где эти достижения науки остались «незамеченными», и учёные продолжают с энтузиазмом рассуждать о том, чего не было.

### Идентификация персонажа
В 1930-е годы польский этнограф К. Мошинский впервые сформулировал одну из главных методологических проблем в изучении народной демонологии — это значительная степень варьирования поверий об одном и том же персонаже в разных локальных зонах, что создает сложности для распознавания отдельного типа демона. Каждый конкретный образ характеризуется в определённой местности особым составом признаков и мотивов, из которых одни — ведущие, а другие — периферийные: на одной территории известно всего несколько характерных черт, которые присущи конкретному образу, а на другой фиксируется целый спектр мотивов и признаков. Часто круг мифологических характеристик остаётся будто прежним, но имя демона изменилось, а это уже ставит задачу определить это тот ли самый персонажный тип или уже другой образ.
Мошинский утверждал, что, суммируя все услышанное о конкретном демоне от народа в разных регионах, этнограф воссоздает его полный образ, который на самом деле может сильно отличаться от реально зафиксированных в одной деревне представлений о нем. В результате нередко исследователь утрачивает ясность, имеет ли он дело с вариантом того же самого персонажного типа либо с иной категорией демонических существ.
Наличие отличительного имени не всегда является надёжным основанием для идентификации конкретного образа. Таким образом, имя может быть признано весьма существенным, но не абсолютным (и не единственным) признаком в процедуре идентификации демонологического образа.
Давно замечено, что каждый образ «низшей» мифологии состоит из блока определённых мотивов (свойств), но каждый мотив по отдельности никогда не является принадлежностью одного единственного персонажа, а включается в набор признаков то одного, то другого образа. Мошинский отмечает, что демонологические мотивы мигрируют, существуя как бы независимо от названий конкретных персонажей. Это ставит целый ряд вопросов о характере соотношения слова и понятия в демонологической системе.
Таким образом, единственным надёжным способом идентификации можно признать определение демонологического персонажа как совокупности признаков (функций, мотивов), которые составляют ядро идентифицирующего минимума характеристик и на основе которого можно отличить один персонажный тип от другого.

### Типологическая локализация и классификация
От решения проблемы идентификации зависит и разработка принципов классификации демонологических персонажей, которая на сегодняшний день остается наименее разработанной. Ни одна из предложенных до настоящего времени классификаций не может быть пока признана вполне удовлетворительной.
Исходя из этого, персонажа можно классифицировать по разному:
- по месту проживания;
- по основной функции[9];
- по степени мифологичности образа (К. Мошинский);
- по степени ирреальности демонологического персонажа (В. А. Черепанова);
- по демонологической персонификации — как социальное явление (Л. Пелка).

Но это систематизация нечистой силы работает недостаточно эффективно, так как из-за амбивалентности персонажей информация о них может оказаться в разных рубриках и разделах книги, что создает значительные сложности при описании, анализе и поиске данных.
Неудачи с классификацией связаны с общими проблемами изучения народной демонологии — положенный в основу классификационной системы один признак (даже самый главный) не может служить достаточным критерием для выделения устойчивого и неповторимого персонажного типа. Необходимо учитывать все наиболее характерные признаки, иначе один и тот же персонаж неизбежно будет попадать в разные рубрики.
Низшая мифология включает в качестве самостоятельных парадигм не только традиционно выделяемых демонов, но и персонажей с менее выраженным мифологическим статусом, то есть духов, которые не наделены конкретным именем и которые не имеют ярко выраженных индивидуальных характеристик. Учёт таких «периферийных» персонажей в общем составе демонологии оказывается очень существенным для системы верований в целом.
Кроме того, необходимо учитывать и отдельные демонологические признаки персонажей других уровней.

### Происхождение
Для любого персонажа сведения о его происхождении оказываются очень важными. Часть хорошо известных мотивов происхождения персонажей обычно учитывается в исследованиях по народной демонологии, но по мнению специалистов (Э. В. Померанцева, Н. И. Толстой, Н. Власова, В. С. Кузнецова), они восходят к относительно поздним апокрифическим сказаниям. Среди них известные в фольклоре предания о происхождении демонической рати от поверженных Богом с небес ангелов, либо происходят из «тайных детей» Адама, которых он спрятал от глаз Всевышнего, либо сам чёрт создал для себя нечистых духов-помощников, разбрызгивая капли воды, либо высекая из камней искры.
Главным признаком демонов, согласно с народными представлениями, является их хтоническое (а не божественное) происхождение и чётко выраженная связь с миром умерших.
Современные исследователи согласны с мифологическим концептом Д. Зеленина, который объясняет демонологизацию душ людей, умерших «не своей» смертью. Он находит подтверждение в массовом материале и проясняет происхождение некоторых персонажей.

## Классификация

### Духи дома и усадьбы
- бел. Дамавік — домовой
- бел. Хлеўнік — дворовой
- бел. Ёўнік (асетнік) — овинник
- бел. Гуменнік — гуменник
- бел. Пуннік — сенник
- бел. Лазнік (лазеннік, баннік) — банник
- бел. Кікімара (вешчыца) — кикимора

### Духи природного пространства
- бел. Лясун (лесавік, лешы, лясны дзед) — леший
- бел. Вадзянік — водяной
- бел. Русалка (русаўка, вадзяніца, казытка, купалка, каўка) — русалка

### Люди-бесы
- бел. Ваўкалак (ваўкалака, ваўкалека) — волколак
- бел. Вупыр — упырь
- бел. Ведзьма (чараўніца) — ведьма
- бел. Чорт (д’ябал, сатана, нячысты дух) — чёрт
- бел. Люцыпар (Анцыпар, Нічыпар) — Люцифер

### Духи болезни
- бел. Ліхаманка — лихоманка
- бел. Халера — холера
- бел. Чума — чума
- бел. Начніцы — ночницы